# 聖木曜日
聖木曜日（せいもくようび、英: Holy Thursday, 西: Jueves Santo）は、キリスト教用語で、復活祭直前の木曜日のこと。「洗足木曜日」 (Maundy Thursday) とも呼ばれる。正教会では聖大木曜日（せいだいもくようび）と呼ばれる。
伝統的なキリスト教では、復活祭前の1週間を「特別な期間」として尊重してきた。その中でも聖木曜日からの3日間は特に尊重され、特別な典礼や礼拝が行われてきた。西方教会ではこれを「聖なる3日間」と呼ぶ。
聖木曜日はイエス・キリストと使徒たちの最後の晩餐を記念する日であり、その席でイエスが（へりくだりの行いとして）弟子たちの足を洗ったという記述が福音書に見られるため、「洗足木曜日」という呼称が生まれた。西方教会および一部の東方教会には、この日洗足式を行う伝統がある。またカトリック教会の伝統ではイエスが弟子たちにこの食事を自分の記念として行うよう命じたことから、この日を司祭職の制定の日としており、司教が司祭たちに聖香油を渡す慣習がある。

## 典礼

### 西方教会

#### 聖公会
世界の聖公会でも、一般的に洗足式が行われる。これは聖職者、信徒が教会内に用意された水を張った金だらいなどで、互いに足を洗う。洗足式がある礼拝に参加していても、洗足式そのものに参加するかは任意である。 
この日の礼拝での聖書日課は、旧約聖書：出エジプト記 12-11-14、新約聖書使徒書：コリントの信徒への手紙一の11:23-32（聖餐式について書かれた新約聖書最古の記述）, (27-32)、福音書：ヨハネによる福音書 13:1-15またはルカによる福音書 22:14-30で、これは「改訂共通聖書日課」のA年/B年/C年にかかわらず同一である。
英国から世界へ広がった歴史を持つ聖公会は、聖木曜日を英語でモーンディ・サーズデー（Maundy Thursday）と呼ぶ。モーンディの出所は、ヨハネ福音書の13:34でイエス・キリストが弟子たちにお互いに愛し合いなさいと説く場面が、ラテン語の「Mandatum novum do vobis ut diligatis invicem sicut dilexi vos.」（あなたがたに新しい掟を与える。私があなたがたを愛したように、お互いに愛し合いなさい。）なので、この冒頭の Mandatum（掟を、命令を）が古英語を経て Maundy に変化したものといわれる。

### 東方教会

#### 正教会
本項目：受難週
正教会の聖大木曜日は、四旬大斎節の明けた翌日であり、特に荘重な奉神礼が行われる。また、聖大ワシリイの聖体礼儀を行う数少ない日のひとつでもある。聖体礼儀は晩課の後に行われる。いわゆる最後の晩餐を正教会では秘儀（聖礼典）制定の晩餐」と呼び、聖木曜日はこのことが、イイスス・ハリストス（イエス・キリストの中世ギリシャ語読み）に香油を塗った女や、ユダの裏切り、イエスの洗足とともに記憶される。
朗読箇所は、早課にルカ福音書22:1-39が詠まれる。秘儀（聖礼典）制定に始まり、ペトロの裏切りの預言、オリーブ山への出発に終わる箇所である。第一時課にエレミヤ書11:18-12:5, 9-11, 14, 15、晩課に出エジプト記、ヨブ記、イザヤ書の一部が読まれる。聖体礼儀では、マタイ福音書26章を中心に、関係する箇所が詠まれる。詳しくは、以下を参照。
使徒経：

コリント第1の11:23-32　秘儀（聖礼典）制定（「取りて食らへ……）について書かれた箇所。このことを書いた新約文書中最古の記事でもある。
福音経：

マタイ福音書26:1-20 イエスが十字架上の死を預言する。ベタニヤでイエスが香油を塗られる（「葬りの仕度」）。ユダの裏切り。
ヨハネ福音書13:3-17 イエスが弟子たちの足を洗う　
マタイ福音書26:21-39　機密制定、ペトロの裏切りの預言、ゲッセマネの第一の祈り。
ルカ福音書22:43-45 ゲッセマネの祈り。天使がイエスを力づける（他の共観福音書にない独自記事）
マタイ福音書26:40-27:2 弟子たちの叱咤、ゲッセマネの第二および第三の祈り、ユダの裏切り、捕縛、ペトロの裏切り、ピラトへの引渡しまで。
洗足式は一般的ではないが、いくつかの教会では行われている。なお、洗足については、大斎の準備の初日である「税吏とファリセイの主日」の早課のイルモスで触れられており、ここにあらわれるハリストスの謙りは大斎期全体をもって記憶すべきものとされているともいれる。また謙りの重要性は早課のルカ福音書の詠みでも強調されている（ルカ22:24-30）。

## ロシアの風習
- 木曜の塩（ロシア語版） - ロシアにおいて、もともとはキリスト教とは関係ない土着の風習であったが、聖木曜日に、塩をライ麦粉やパン粉などに混ぜてリネンの袋などに入れてから黒く焦げたものを粉砕した塩を、復活祭に食べるとご利益があるとされた[5][6]。